# Louis Alphonse Koyagialo
Louis Alphonse Koyagialo (ur. 23 marca 1947 w Yakoma, zm. 14 grudnia 2014 w Johannesburgu) – kongijski polityk, wicepremier od 11 września 2011, pełniący obowiązki premiera od 6 marca do 18 kwietnia 2012. 

## Życiorys
Louis Alphonse Koyagialo pochodzi z Prowincji Równikowej. Pełnił funkcję zastępcy gubernatora prowincji Kasai Wschodnie, a następnie gubernatora prowincji Katanga. W 2009 objął stanowisko sekretarza Sojuszu na rzecz Większości Prezydenckiej (Alliance pour la Majorité Présidentielle, AMP), koalicji partii wspierających prezydenta Josepha Kabilę. 
11 września 2011 został mianowany przez prezydenta Kabilę wicepremierem oraz ministrem usług pocztowych, telefonicznych i telekomunikacyjnych w rządzie premiera Adolphe'a Muzito. 6 marca 2012, po złożeniu dymisji przez rząd Muzito, przejął obowiązki premiera. Pełnił je do 18 kwietnia 2012, kiedy nowym szefem rządu został mianowany Augustin Matata Ponyo.